# Военный ординариат Южной Африки
 Военный ординариат Южной Африки (англ. Military Ordinariate of South Africa) — военный ординариат Римско-католической Церкви, действующий в ЮАР. Военный ординариат Южной Африки, подчиняясь непосредственно Святому Престолу, обеспечивает пастырское окормление военнослужащих южноафриканской армии и их семей.
Кафедральным собором епархии Кабинды является церковь святого Игнатия Лойолы.

## История
17 мая 1951 года в Католической церкви в ЮАР был организован институт военного капелланства для военнослужащих южноафриканской армии.
21 июля 1986 года Римский папа Иоанн Павел II выпустил буллу «Spirituali militum curae», которой учредил военный ординариат Южной Африки. С этого времени военный ординариат Южной Африки стал отдельной самостоятельной церковной структурой на уровне епархии.

## Ординарии военного ординариата
- епископ John Colburn Garner (17.05.1951 — 26.03.1976);
- епископ George Francis Daniel (26.03.1976 — 24.11.2008);
- епископ Paul Mandla Khumalo C.M.M.[1] (24.11.2008 — 15.12.2009);
- епископ William Slattery O.F.M. (23.12.2010 — 30.04.2019);
- епископ Dabula Anton Mpako (30.04.2019 — по настоящее время).

## Источник
- Annuario Pontificio, Libreria Editrice Vaticana, Città del Vaticano, 2003, ISBN 88-209-7422-3
- Булла Spirituali militum curae  (лат.)